# Nofal Guliyev
Nofal Guliyev (en azerí: Nofəl Zahid oğlu Quliyev) — Héroe Nacional de Azerbaiyán, combatiente de la Guerra del Alto Karabaj.

## Vida
Nofal Zahid oglu Guliyev nació en la ciudad de Ali Bayramli el 4 de octubre de 1963. En 1981 completó la escuela secundaria. Sirvió en el ejército entre 1982 y 1983. De 1984 a 1990, tras completar el servicio militar, trabajó en la ciudad de Tumen. En diciembre de 1990 ingresó en las Fuerzas de Misión Especial del Ministerio del Interior de la República de Azerbaiyán con el fin de participar en la defensa de la integridad territorial de Azerbaiyán.

### Familia
Estaba casado. Tenía un hijo.

## Participación en las batallas
Nofal Guliyev participó en las batallas contra las fuerzas armadas de Armenia en Fuzuli, Goranboy y Alto Karabaj. Escogía las tareas más difíciles en cada batalla. Intentaba ser un ejemplo para sus amigos mientras luchaba contra las fuerzas enemigas. El 15 de julio de 1991 los armenios empezaron un ataque con una fuerza y técnica militar muy poderosa contra la aldea de Todan. La población civil debía ser evacuada del campo de batalla. Nofel hizo todo lo posible para evacuar a los civiles y los llevó a un lugar seguro. A pesar de su cansancio regresó otra vez para ayudar. Mientras tanto, el enemigo había progresado desde su posición. Nofal luchó contra el enemigo para la salvar a las personas indefensas que se habían quedado en la aldea. Salvó a muchas personas de la muerte, pero, esta batalla fue la última para él.

## Héroe Nacional
Fue considerado Héroe Nacional por decreto del Presidente de la República de Azerbaiyán N.º 831 del 6 de junio de 1992. Nofal Zahid oglu Guliyev recibió el título de “Héroe Nacional de Azerbaiyán” a título póstumo.
- 1992 —  Héroe Nacional de Azerbaiyán.

La escuela secundaria N.º 9 en la ciudad de Ali Bayramli, donde alguna vez estudió él mismo, lleva su nombre y en el patio de la escuela fue elevado su busto.